# Isingská keramika
Isingská keramika je typ čínské keramiky, je vyráběna z hlíny c’-ša. To je druh hlíny, který se těží v okolí města I-sing v čínské provincii Ťiang-su. Její používání se dá vystopovat již do sungského období (960–1279). Tato keramika (kamenina) se používá především pro výrobu čajových konviček, které jsou ve valné většině případů neglazované. Někdy se této hlíně také říká Purpurový písek.

## Dělení
Isingská keramika se děli podle typu hlíny, ze které je výrobek vyroben. Hlína se člení na tři základní druhy:
- C’-ša – tmavě hnědá kamenina, nejběžnější typ.
- Ču-ni – S velkou příměsí železa, načervenalá hnědá kamenina. Je nejoceňovanější.
- Tuan-ni – Obsahuje mnoho různých příměsí. Z toho důvodu může mít barvy od béžové přes zelenou a modrou až po černou.

## Výroba
Po samostatné těžbě hlíny c’-ša se z ní odstraňují velké nečistoty a jiné druhy jílů. Poté se hlína suší na slunci, aby se připravila k následnému drcení a rozmělňování na prach, který se prosévá přes velmi hustá bambusová síta. Takto vzniklý prach se zalévá čerstvou vodou a znova se nechává vypařit přebytečná voda. Teprve po tomto procesu se hlína dodává hrnčířům, kteří s hlínou dále pracují. Nejdříve hlínu důkladně hnětou, aby z ní odstranili drobné vzduchové bublinky. Dále přichází na řadu samotná tvorba předmětů. Vypalování této keramiky probíhá za výrazně nižších teplot než například u porcelánu, což má za následek mnohem vyšší odolnost vůči velkým teplotním změnám.

## Vlastnosti
- Extrémní odolnost proti změnám teplot.
- Schopnost udržet aroma nápoje díky mikroskopickým pórům.
- Ideální pro přípravu čaje (doporučuje se používat na každý druh čaje jinou konvičku).
- Neměla by se umývat saponáty, protože chytá vůně a pachy.

## Galerie

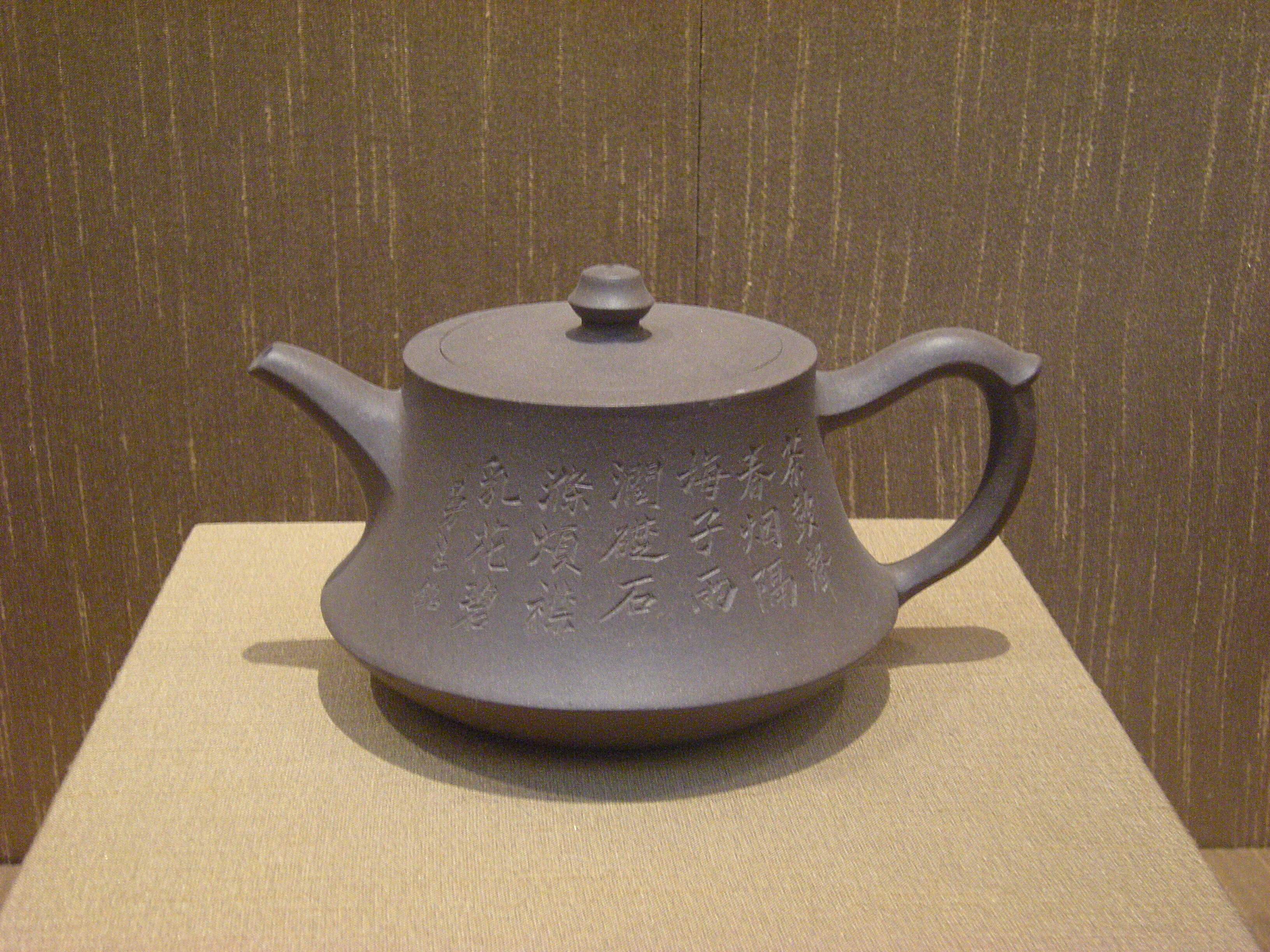
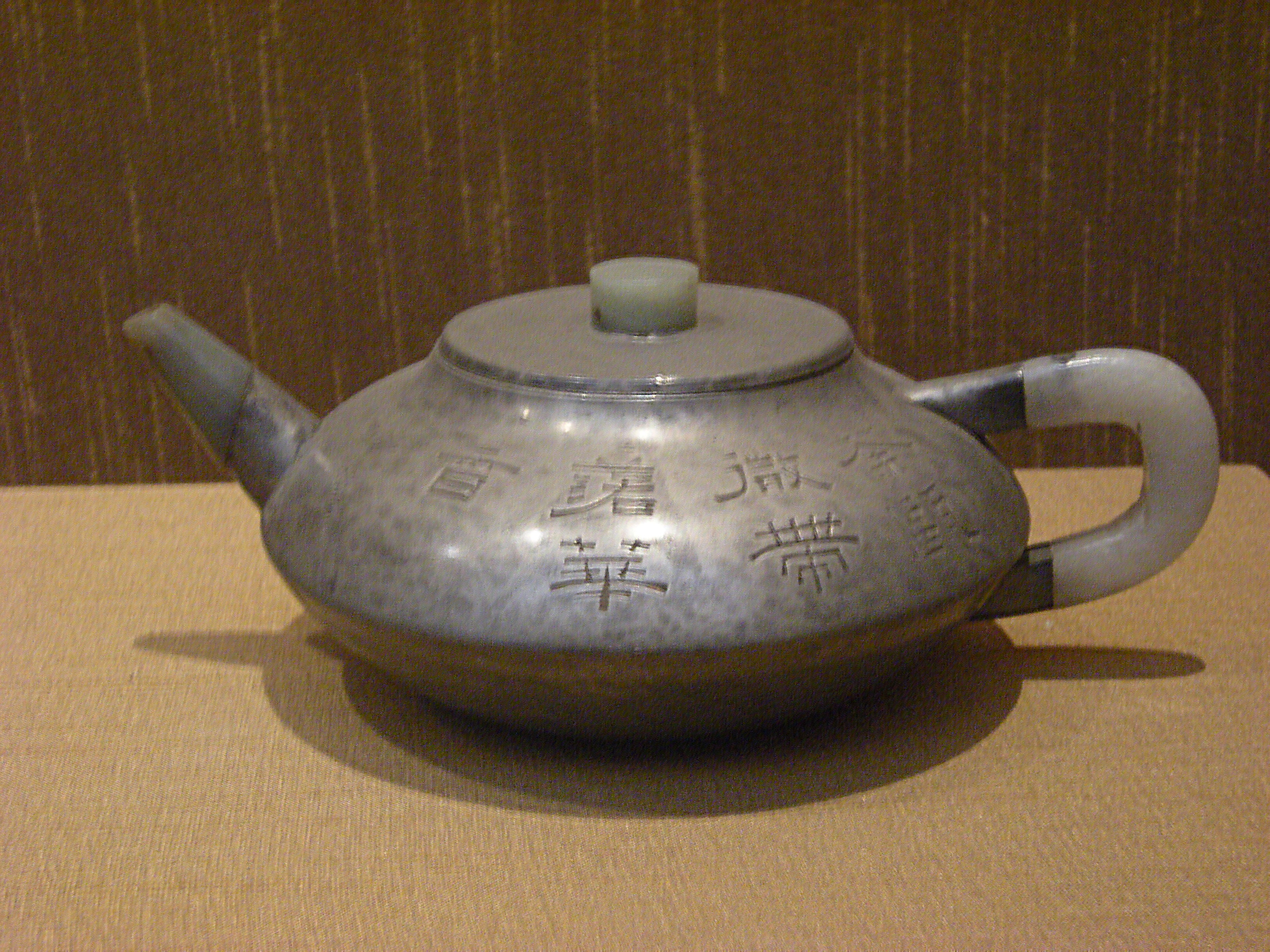
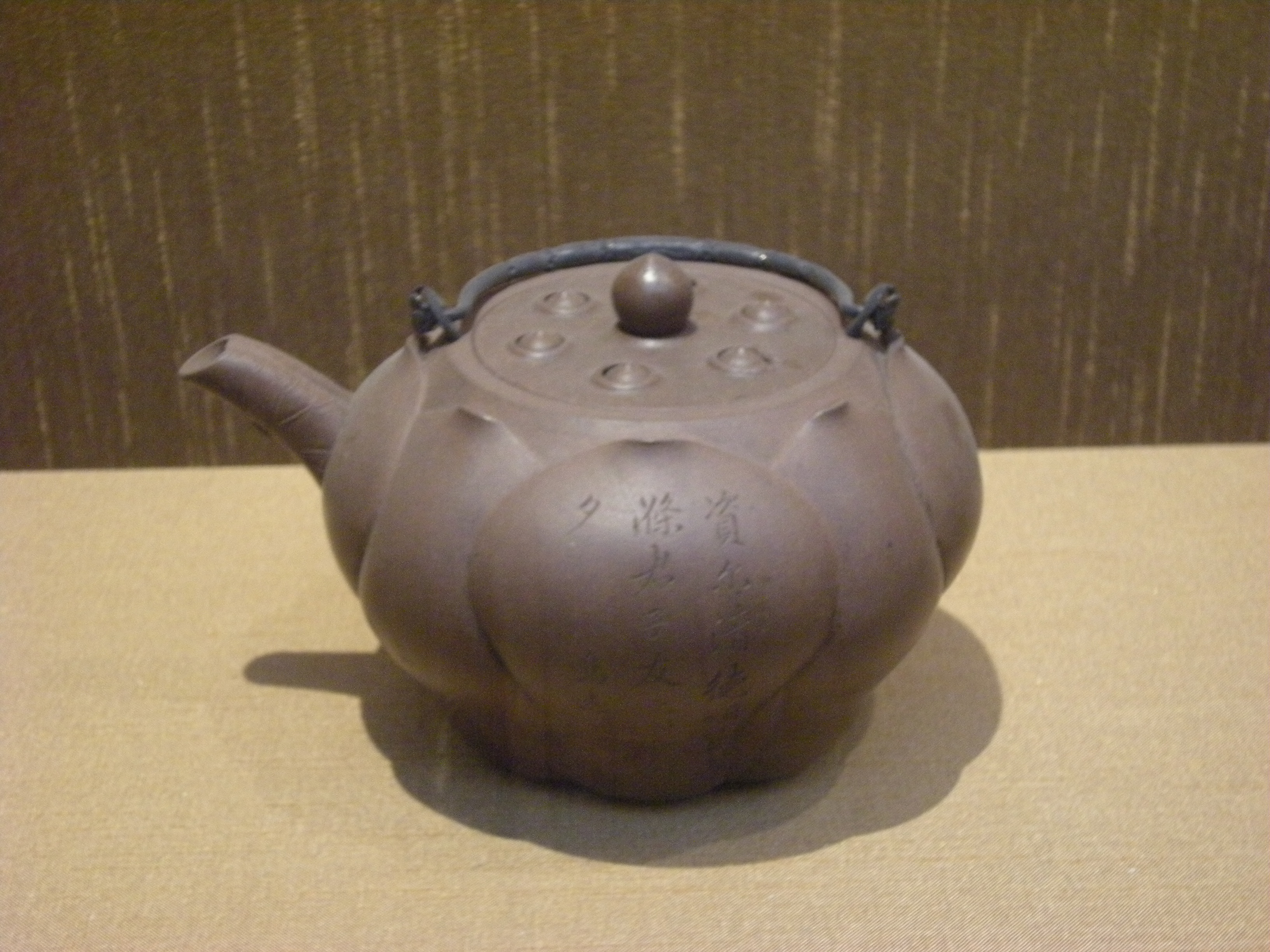
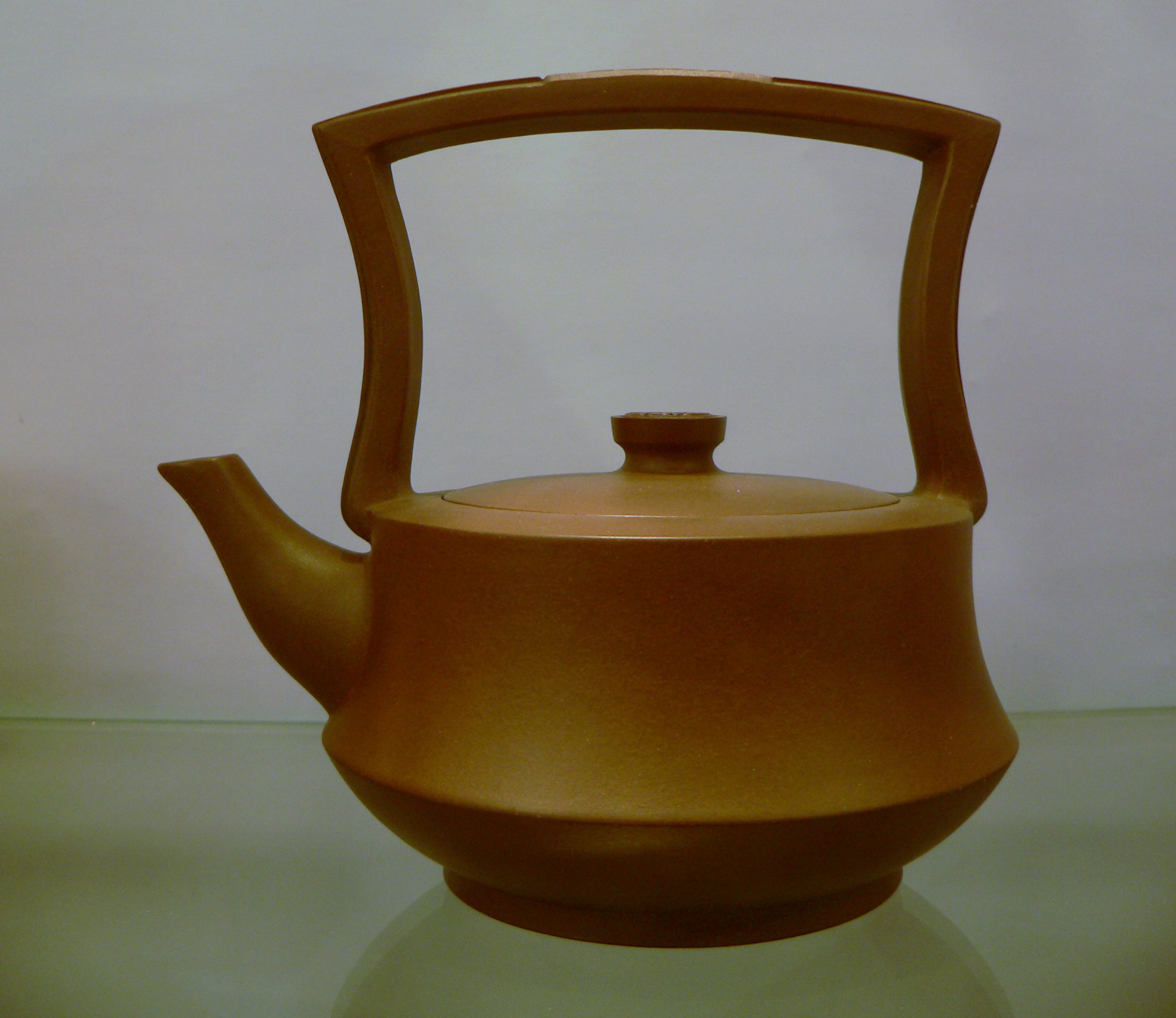